# Салах-эд-Дин (мухафаза)
Сала́х-эд-Дин (араб. صلاح الدين‎) — мухафаза на севере Ирака. Административный центр — город Тикрит. Другие крупные города — Самарра, Байджи, Балад, Туз-Хурмату, Шергат.
Названа в честь средневекового мусульманского полководца Салах ад-Дина. На западе граничит с провинцией Анбар, а на востоке с Сулейманией. 
В июне 2014 года боевики ИГИЛ захватили значительную часть провинции. 12 мая 2015 года иракские власти отрапортовали о полном освобождении провинции от боевиков ИГИЛ.

## Округа
- Эд-Даур
- Эль-Фарис
- Эш-Шергат
- Байдши
- Балад
- Самарра
- Тикрит
- Туз-Хурмату